# British Australian Tramway (Woolgoolga)
| Sägemühle der British Australian Timber Company (BAT Co) an der staatlichen Jetty |                   |                                |                                |
| Murray & Paterson Lokomotive überquert den Woolgoolga Creek zwischen Jetty und Incline |                   |                                |                                |
| |                   |                                |                                |
| Tramway der British Australian Timber Company (BAT Co) entlang der Creek Road in Woolgoolga |                   |                                |                                |
| Ehemaliger Streckenverlauf auf einer modernen Karte |                   |                                |                                |
| Streckenlänge: | 11,25 km          |                                |                                |
| Spurweite: | 1067 mm (Kapspur) |                                |                                |
| Maximale Neigung: | 20 ‰              |                                |                                |
| |                   |                                |                                |
| \| \| km (mi) \| \| \| \| \| \| Schiffsanleger \| \| \| \| 0 (0) \| Jetty \| Jetty \| \| \| \| Sägemühle \| \| \| \| \| Woolgoolga Creek \| \| \| \| 7,25 (4,5) \| Unteres Ende der Standseilbahn \| Unteres Ende der Standseilbahn \| \| \| \| Standseilbahn (Incline) \| \| \| \| 8 (5) \| oberes Ende der Standseilbahn \| oberes Ende der Standseilbahn \| \| \| \| Pferdebahn \| \| \| \| 11,25 (7) \| Bucca Jesse Simpson Range \| Bucca Jesse Simpson Range \| |                   |                                |                                |
| | km (mi)           |                                |                                |
| |                   | Schiffsanleger                 |                                |
| Haltepunkt / Haltestelle Anfang Hochstrecke (Strecke außer Betrieb) | 0 (0)             | Jetty                          | Jetty                          |
| Bahnhof (Strecke außer Betrieb) |                   | Sägemühle                      | Sägemühle                      |
| Strecke (außer Betrieb) |                   | Woolgoolga Creek               | Woolgoolga Creek               |
| Bahnhof mit U-Bahn Streckenende (Strecke außer Betrieb) | 7,25 (4,5)        | Unteres Ende der Standseilbahn | Unteres Ende der Standseilbahn |
| U-Bahn-Strecke (außer Betrieb) |                   | Standseilbahn (Incline)        | Standseilbahn (Incline)        |
| Bahnhof mit U-Bahn Streckenanfang (Strecke außer Betrieb) | 8 (5)             | oberes Ende der Standseilbahn  | oberes Ende der Standseilbahn  |
| Strecke (außer Betrieb) |                   | Pferdebahn                     | Pferdebahn                     |
| | 11,25 (7)         | Bucca Jesse Simpson Range      | Bucca Jesse Simpson Range      |

Die British Australian Tramway war eine 1907–1916 betriebene, 11,25 km lange Waldbahn mit einer Spurweite von 3 Fuß 6 Zoll (1067 mm) in Woolgoolga im australischen Bundesstaat New South Wales.

## Gründung und Bau
Die 1906 von der Dalgety Holdings gegründete British Australian Timber Company (B.A.T. Co.) kaufte im Oktober 1906 ein 1903 von George W. Nichols gegründetes Sägewerk einschließlich Maschinen und Anlagen sowie 2,2 Hektar (5,5 Acres) Land in Woolgoolga und drei Abholzungsverträge im Wert von 3500 Pfund sowie zwei weitere Sägewerke in Woolgoolga und südlich davon. Sie betrieb diese Sägewerke und eine der beiden Waldbahnen in Woolgoogla sowie die British Australian Tramway (Coffs Harbour).
Die andere Waldbahn in Woolgoolga wurde ab 1912 von der Great Northern Timber (G.N.T. Co.) auf ihrer Schmalspurbahnstrecke von der Jetty nach Corindi betrieben.
Mit Schiff Dorrigo wurden im November 1906 Schienen und Maschinen für das Sägewerk in Woolgoolga mit einem Gesamtgewicht von 200 t angeliefert. Der Bau der Woolgoolga Tramway war erforderlich, weil die unbefestigten Straßen bei nassem Wetter von Ochsengespannen und Lokomobilen stark beschädigt wurden. Die Verlegung der Waldbahnstrecke begann Mitte 1907.

## Streckenverlauf
Die Waldbahn der B.A.T. Co. begann am Steg von Woolgoolga und führte in die nahegelegenen Waldgebiete im unteren Bucca Creek in der Jesse Simpson Range. Bis August 1907 hatte sie das erste Holzlager erreicht. Daraufhin wurde mit dem Schiff Nymboida weitere Stahlschienen mit einem Gewicht von 30 Tonnen in Woolgoolga angeliefert. Bis Ende Januar 1908 hatte die Waldbahn ihr ursprünglich geplantes Ziel erreicht.

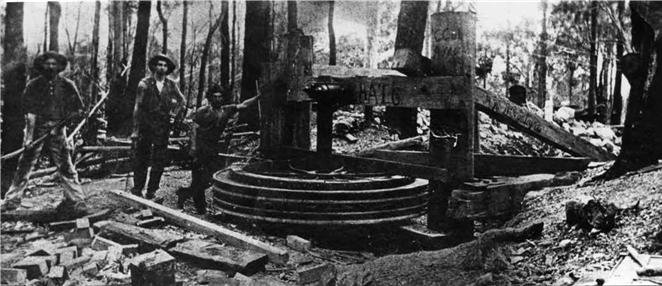
Umlenkrolle am oberen Ende der Steilstrecke

Am oberen Ende der Steilstrecke mit einer Steigung von 2 % (1:5) wurde 1908 eine nicht angetriebene Umlenkrolle angebracht, so dass die bergab fahrenden mit Langholz beladenen Loren leere Loren wie bei einer Standseilbahn über ein Stahlseil bergauf ziehen konnten. Bis Ende März 1909 wurde die Waldbahn auf 8 km (5 Meilen) verlängert. Bis zum April desselben Jahres wurde sie auf 10,5 km (6⅓ Meilen) verlängert. Oberhalb der Steilstrecke wurde die als Pferdebahn betrieben.

## Betrieb

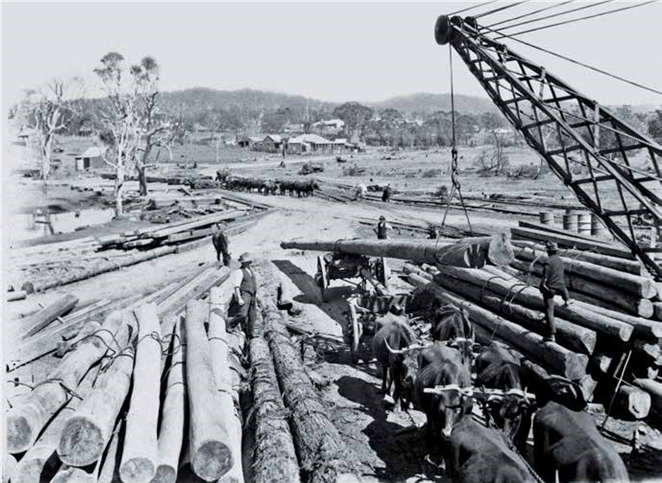
Ochsengespanne und Waldbahngleise am Schiffsanleger

Pro Fahrt konnten bis zu 16 Stämme transportiert werden. Falls erforderlich wurden zwei Hin- und Rückfahrten pro Tag durchgeführt. Die Sägewerke sägten das Holz schneller, als es von Woolgoolga aus verschifft werden konnte. Zum Höhepunkt des Betriebs wurde eine Verbindungsstrecke zwischen den Waldbahnen in Coffs Harbour und Woolgoolga erwogen, die Pläne dazu wurden aber nicht verwirklicht. Um 1913 wurden sechs Schiffe pro Woche beladen. Nasses Wetter und der Ausbruch des Ersten Weltkrieges führten die B.A.T in finanzielle Schwierigkeiten, weil die Bestellungen aus Deutschland, Japan, Südafrika, Indien und Großbritannien ausblieben. Der Betrieb wurde im November 1916 eingestellt, und im Dezember 1916 wurde die gesamte Ausrüstung verkauft.

## Lokomotive
Die B.A.T. Co. erwarb eine gebrauchte 12 t schwere Dampflok, die zuvor von Lewis Thomas auf seiner etwa 3 Kilometer (2 Meilen) langen Werksbahn von Aberdare Colliery in Blackstone zum Bahnhof der staatlichen Eisenbahn in Bundamba bei Ipswich in Queensland eingesetzt worden war. Sie war 1886 mit der Werksnummer 205 von Murray & Paterson im schottischen Coatbridge hergestellt worden. Ihr Satteltank war wie bei Andrew-Barclay-Lokomotiven aus dieser Zeit andersherum als bei den meisten anderen Lokomotiven gekrümmt. Sie kam in betriebsbereitem Zustand per Schiff am 13. Juli 1907 an der Jetty von Woolgoolga Jetty an.
Nach anderen Quellen wurde die Lokomotive für den Betrieb der Waldbahn 1908 aus Joadja erworben und nach Schließung der Mühle zur Boambee Tramway überführt.
| Hersteller        | Werks-Nr. | Baujahr | Bild | Achsfolge | Zylinder | Bemerkungen |
| ----------------- | --------- | ------- | ---- | --------- | -------- | ----------- |
| Murray & Paterson | 205       | 1886    |      | 0-4-0ST   | 9 Zoll   |             |

## Niedergang und Schließung

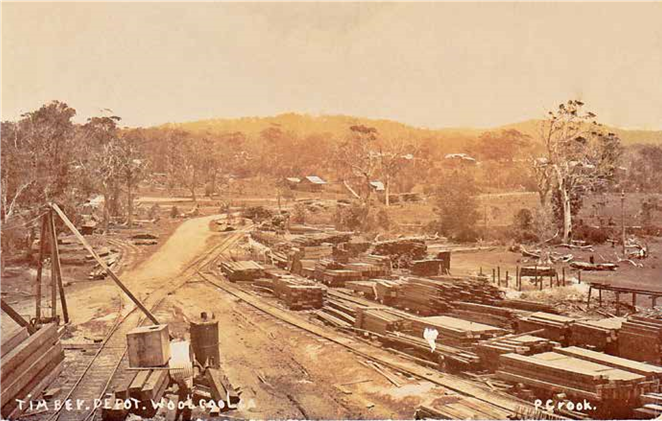
Woolgoolga Jetty nach dem Ersten Weltkrieg mit Holz der Sägewerke in Bark Hut und Coramba, Resten der alten Waldbahngleise und links einem Werksbahngleis zu E.D. Pike’s Sägwerk

Die Bau der North Coast Railway hatte erhebliche Auswirkungen auf die Schifffahrt in der Region, aber auch auf den Betrieb der B.A.T. Co. Der Betrieb wurde im September 1914 eingestellt und stand im November und Dezember 1916 nach einem Brand des Schwesterbetriebes in Coffs Harbour zum Verkauf.

## Erhaltene Relikte
In der 73 Turon Parade, Woolgoolga steht noch eine mit einem Langholzstamm beladene Lore auf einem 3 m langen Schienenstück vor der Woolgoolga Art Gallery. Die Tafeln 7 und 8 des hin und zurück 4 km langen Woolgoolga Heritage Walk beschreiben die Waldbahn. Ein 65 t schwerer Baumstamm eines Blauen Eukalyptusbaumes war von 1990 bis mindestens 2014 an der ehemaligen Clouton & Blacker Mill im 1670 Solitary Islands Way ausgestellt.

## Denkmalschutz
Die Waldbahn der British Australian Timber Company ist nicht im Kulturerbe-Register oder auf dem Kulturerbe-Verzeichnis des Umweltplans von Coffs Harbour aufgeführt, obwohl sie die sozialen und wirtschaftlichen Triebkräfte der Region widerspiegelt.

## Weiterführende Literatur
- The Tramways of Woolgoolga, The British Australian Timber Company. Australian Railway History Society, ARHS Bn No. 94, August 1945.
- N. Yeates: Woolgoolga – The History of a Village, North Coast, N.S.W. Advocate-Opinion Press, Coffs Harbour, 1982.
- J. Longworth  The Jetty and Sawmill Tramways of Woolgoolga. Australian Railway History Society, ARHS Bn No. 832, Februar 2007.[4]